# Podwale (województwo świętokrzyskie)
Podwale – wieś w Polsce położona w województwie świętokrzyskim, w powiecie buskim, w gminie Pacanów.
| SIMC    | Nazwa          | Rodzaj    |
| ------- | -------------- | --------- |
| 0258773 | Chałupki       | część wsi |
| 0258780 | Leśne Drugie   | część wsi |
| 0258796 | Leśne Pierwsze | część wsi |
| 0258804 | Leśne Trzecie  | część wsi |

W latach 1975–1998 miejscowość położona była w województwie kieleckim.